# 프랑스의 안
프랑스의 안(프랑스어: Anne de France, 1461년 4월 3일 - 1522년 11월 14일) 또는 안 드 보주(Anne de Beaujeu)는 루이 11세와 카를로타 디 사보이아의 장녀이며 샤를 8세의 누이로서 어린나이에 즉위한 샤를 8세의 섭정으로 프랑스를 통치하였다. 섭정 기간 그녀는 15세기 유럽에서 가장 영향력있는 여성 중 한 명이였고, "대부인"(Madame la Grande)이라고 여겨졌다.

## 출생과 혼인

안의 문장

안은 1461년 4월 3일 브라반트의 즈나프 성에서 루이 11세와 카를로타 디 사보이아의 장녀로 태어났다. 그의 남동생은 1483년에 샤를 8세로서 프랑스의 왕위를 계승했다. 여동생인 잔은 훗날 루이 12세의 배우자로서 프랑스의 왕비가 되었
다. 안은 원래 로렌의 공작인 니콜라와 약혼을 했었고 이 결혼을 예상하여 1468년에 투아르 여자작이 됐었다. 하지만 니콜라가 부귀공 마리를 원하면서 약혼은 파기되었으며, 1473년에 그가 갑작스럽게 사망하면서, 투아르 영지를 회수하였다. 같은 해 11월 3일, 안은 대신에 부르봉 공작을 형제로 두어 '보주의 영주'라는 작위를 받아 보졸레를 통치하던 피에르 부르봉과 혼인하였다. 그 당시 그녀의 나이는 12세였다.

## 섭정 통치
안의 동생인 샤를 8세의 미성년자 시절 동안에 남편 피에르와 안은 프랑스의 섭정으로 군림했었다. 이 섭정 통치는 1483년부터 1491년까지 유지됐으며, 피에르와 안은 프랑스 왕실의 권위와 1480년대에 "광기 전쟁" 동안 반란을 일으켰던 오를레앙 가 세력에 맞서 프랑스 왕국의 단합을 유지하였다. 섭정 기간 그녀는 15세기 유럽에서 가장 영향력있는 여성 중 한 명이였고, "대부인"(Madame la Grande)이라고 여겨졌다.
안의 섭정 통치는 루이 11세의 압박에서 고통받았던 거물 인사들의 불안감을 포함한 많은 어려움들을 겪었다. 루이의 인기를 희생하여 많은 양보를 이뤄냈고 영지들은 오를레앙 공작이던 장차 루이 12세를 포함한 적대적인 귀족들에게 회복되었다. 루이는 섭정권을 차지하려 했으나, 삼부회는 안의 편을 들어주었다.
그녀는 그의 정적이던 잉글랜드의 군주 리처드 3세의 경쟁자였던 헨리 튜더를 지원했다. 헨리는 많은 이들이 왕위 찬탈자로 여겼던 리처드를 몰아내기 위해 그녀의 도움을 찾았었다. 안은 1485년 프랑스군을 보내주었고, 8월 22일 보스워스 전투에서 결판이 났으며, 헨리는 헨리 7세로서 왕위를 계승하며 승자로 등극했다.

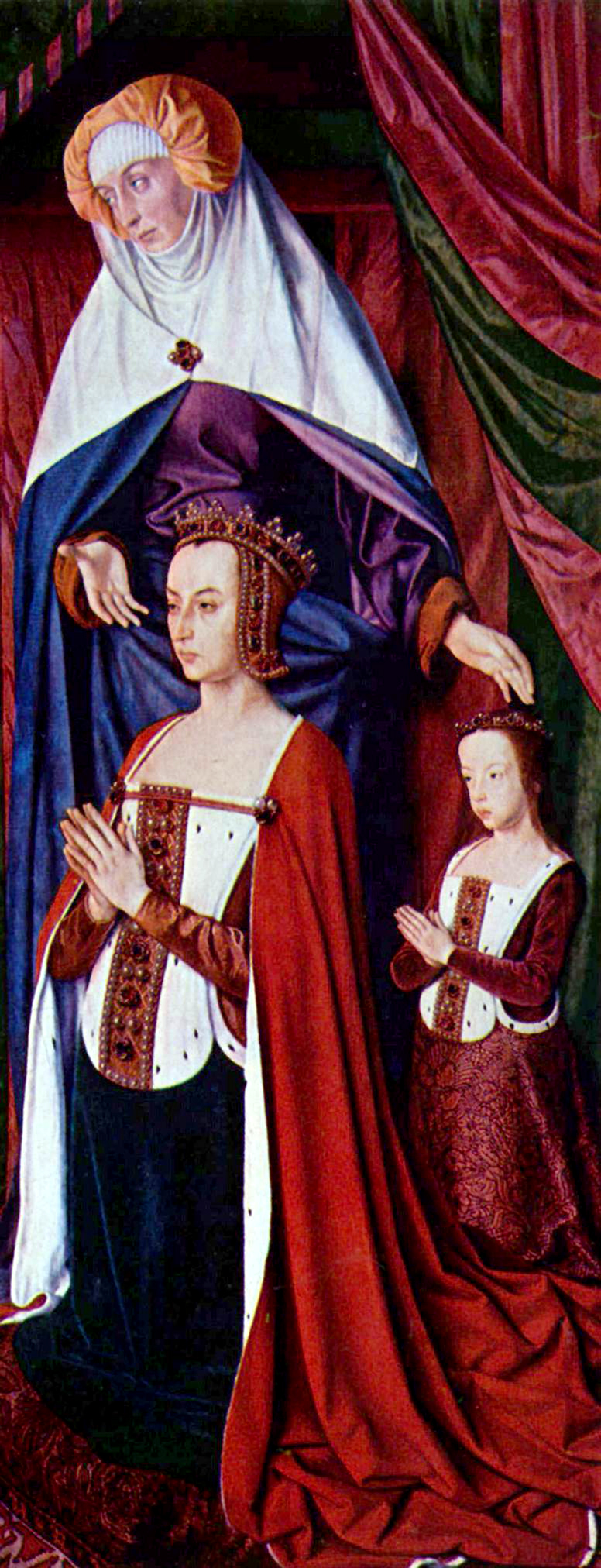
안과 안의 딸 쉬잔이 등장하는 성녀 안나의 세 폭 제단화

안은 에타플 조약으로 백년 전쟁을 종결시켰다. 1491년에 오스트리아와 잉글랜드의 반대에도 불구하고 브르타뉴를 프랑스에 귀속시키기 위해 브르타뉴 여공작 안 드 브르타뉴를 그녀의 남동생 샤를 8세와의 결혼을 추진하여 성사시켰다. 1491년에 섭정 기간이 끝나자, 피에르와 그녀는 브르타뉴 공국의 독립성을 위태롭게 하여 진노한 새로운 왕비의 피해자가 되었다.

## 퇴임후의 삶
안과 피에르는 1491년 5월 10일에 태어난 딸 쉬잔만이 유일하게 살아남은 아이였다. 안은 1476년 일찍 임신을 했지만 이는 설명과는 모순이 된다:일부에서는 유산이나 사산되었다고 말하며, 다른이들은 샤를이라는 생존한 아들이 있으며, 1488년에는 부르봉 공작의 후계자에게 주어지는 클레르몽 백작 작위를 부여받았지만 1498년에 22세의 나이에 사망했고 수비니(Souvigny) 수도원에 묻혔다고 기록하였다.
쉬잔은 1503년에 피에르의 사망으로 부르봉 여공작으로서 아버지의 자리를 이어받았다. 그러나 안은 결혼 생활에서 항상 지배적인 역할을 해왔고 피에르의 사망 후 왕가의 침략으로부터 보호하기 위해 부르봉 영지의 관리자로 남아있었다. 강하고 뛰어난 성격을 지녔던데다가 안은 극도로 영민하고, 상황 판단이 빠르며 활기찬 여성이였다. 그녀의 아버지는 그녀를 칭하길 "프랑스에서 가장 덜 어리석은 여인"이라고 하였다. 그녀는 위도우스 피크를 가진 넓은 이마의 어두운 머리 색상이였으며, 활같이 아름다운 눈썹을 가졌다. 그녀는 맑은 갈색 눈, 날렵한 코와 얇은 입술, 작은 손, "랜스처럼 바로 서 있는 모습"으로 묘사되었다.
안은 디안 드 푸아티에, 루이사 디 사보이아등이 포함된 많은 귀족 자제들의 양육과 교육을 책임졌었다. 그녀는 이 젊은이들에게 코를 닦기 위해 손가락을 사용하지 않고 "천 조각"과 같은 새로운 "세련된"매너를 가르친 것으로 알려져 있다. 루이사 디 사보이아는 아들 프랑수아 1세가 왕이 되었을 때 여러 차례 섭정으로 활동했었다. 안에게서 자란 그녀는 가까이서 프랑스와 통치 방식에 대해서 배울 수 있었다. 안은 1482년 체결한 아라스 조약에 의해 남동생 샤를 8새의 약혼녀가 된 어린 마르게리타의 교육을 맡기도 했었다. 그러나 샤를 8세와 파혼한 마르게리타는 귀국하였고 합스부르크령 네덜란드의 총독이 되었다.
쉬잔은 샤를 3세 드 부르봉가 되는 샤를 드 몽팡시에와 혼인했다. 하지만 이 부부는 자식을 가지는데 실패했고, 쉬잔은 어머니보다 일찍 사망하고 말았다. 안은 자신의 가계와 아버지의 가계가 단절된체 1522년에 사망하였다. 안의 이모의 후손인 안 드 라발(Anne de Laval)이 그녀의 후계자로서 고려됐었다.

## 저작품
안은 딸을 위한 취급 설명서를 썼다. 이는 "딸을 위한 교육들"(Enseignements à ma fille)이라고 불린다. 책에서 그녀는 딸에게 소박한 사람들을 자신의 주변에 두고 진정한 고귀함은 겸손함, 상냥함, 공손함에서 온다고 조언하였다. 이것들이 없다면, 다른 미덕은 아무 가치가 없다고 하였다.

## 가공에서
그녀의 삶과 루이 12세와의 로맨스에 대한 가상의 이야기는 1947년 뮤리얼 로이 볼튼(Muriel Roy Bolton)이 《The Golden Porcupine》이라고 썼다. 이는 역사 소설로서 전기로서 여기면 안 된다. 안은 또한 마이클 엔니스(Michael Ennis)의 소설 《밀라노 공작부인》(The Duchess of Milan)에서 잠깐 등장했었다. 루이 11세의 말년을 담은 프랑스 영화 《Louis XI, le pouvoir fracassé》에서 주연으로 등장했다.
그녀는 빅토르 위고의 《파리의 노트르담》에서 잠깐 등장했다.

## 참고 문헌
- Her Royal Highness Princess Michael of Kent, "The Serpent and the Moon", New York, 2004, Touchstone, ISBN 0-7432-5104-0
- Francis Hackett, "Francis The First", Doubleday, Doran and Company, Inc., Garden City, New York, 1937
- Sharon L. Jansen (2004). 《Anne of France : lessons for my daughter》. D.S. Brewer Cambridge.
- Diana Maury Robin, Anne R. Larsen and Carole Levin (2007). 《Encyclopedia of women in the Renaissance: Italy, France, and England》. ABC-CLIO, Inc.